# تحريك الحريات
مؤتمر حريات جميع الأحزاب أو تحريك الحريات (بالأردية: تحریک حریت)، هو تحالف يضم 26 منظمة سياسية واجتماعية ودينية تشكل في 9 مارس 1993 كجبهة سياسية موحدة لدعم القضية الانفصالية الكشميرية في الصراع في كشمير. تاريخياً نظرت باكستان إلى التحالف بشكل إيجابي، حيث يطالب الحكومة الهندية باستقلال جامو وكشمير. مرويز عمر فاروق هو رئيس الحزب الحالي، وانتُخب غلام محمد صافي بصفته ممثل الحزب في باكستان في يناير 2010.

## التاريخ
تأسس مؤتمر حريات جميع الأحزاب في 7 أغسطس 2004، وفي يوم تأسيسه الأول تجمع أكثر من 100000 شخص في حيدربورا بسريناجار لإظهار التضامن والتأييد للحزب. وفي أغسطس 2006 قرر المجلس المركزي لحزب تحريك الحريات تنظيم مؤتمر عام للأعضاء ومرشحي العضوية والأعضاء الأساسيين.
يوجد حاليًا فصيلان في تحريك الحريات الفصيل الأول بقيادة مرويز عمر فاروق والفصيل الثاني بقيادة سيد علي شاه جيلاني. قامت المجموعة التي يقودها مرويز، والتي يشار إليها أيضًا باسم «الفصيل المعتدل» إلى جانب قادة من خارج الحركة مثل ياسين مالك في الفترة ما بين 2 و16 يونيو 2005 بأول زيارة رسمية للانفصاليين الكشميريين إلى كشمير الباكستانية ثم إلى باكستان، على الرغم من عدم موافقة السلطات الهندية.
بلغت الشقوق الداخلية في مؤتمر «تحريك الحريات» ذروتها، حتى انقسام الحركة الرسمي في 7 سبتمبر 2003، حيث قام ما لا يقل عن 12 مكون من مكونات المؤتمر الـ 26 بعزل الزعيم آنذاك مولانا محمد عباس الأنصاري ليحل محله مسارات علام كزعيم مؤقت، وبحسب ما ورد التقى المعارضون في منزل سيد علي شاه جيلاني وقرروا عزل الأنصاري وتعليق اللجنة التنفيذية المكونة من سبعة أعضاء، وتم تشكيل لجنة من خمسة أعضاء لمراجعة دستور المؤتمر واقتراح تعديلات لعكس ما اعتبره المنشقون قرارات «استبدادية» اتخذتها اللجنة التنفيذية.

## روابط خارجية
- أخبار مؤتمر الحريات
- كشمير العالمية - موقع الأخبار والرأي